# Hármaslevelű alásfa
A hármaslevelű alásfa (Ptelea trifoliata) a szappanfavirágúak rendjébe, a rutafélék (Rutaceae) családjába tartozó növényfaj. Lombhullató cserje vagy 6-8 méter magas fa széles koronával. Észak-Amerikában őshonos, Dél-Ontariótól, Délkelet-Kanadától délkelet felé Floridáig, nyugatra Dél-Kaliforniáig, délre a dél-mexikói Oaxacáig.
Magyarországon inváziós fajnak számít, nem ültethető.

## Rendszertan
Általában egyetlen fajnak tekintik, több változattal, bár egyes botanikusok négy egymáshoz közel álló faj csoportjaként írják le:
- P. trifoliata var. trifoliata (P. trifoliata, sensu stricto)
- P. trifoliata var. baldwinii (P. baldwinii)
- P. trifoliata var. crenulata (P. crenulata)
- P. trifoliata var. angustifolia (P. angustifolia, P. lutescens)

A faj generikus neve (Ptelea) görög eredetű, szilfát jelent, ezt Linné adta a nemzetségnek, a növény termésének a szilfáéhoz való hasonlósága miatt (régi magyar növényhatározókban szilfának is nevezik). A specifikus név, Trifoliata a három részből álló összetett levélre utal.

## Származás és elterjedése
Észak-Amerika keleti felén lévő nedves talajú erdőterületeken őshonos fafaj. 
Magyarországon dísznövényként ültetik, elvadult, főként közparkok és gyűjteményes kertek környékén terjed. Magyarországon főként lokálisan Debrecen környékén vizsgálták.

## Morfológiája
Az alásfa (Ptelea trifoliata) 3-5 méteres, ritkás ágú cserje vagy kis termetű többtörzsű fácska. Koronája gömbölyded, ágrendszere gyéren elágazó. Hajtásai barnák, vörösesbarnák apró paraszemölcsösek, kopaszak.
A levélpárna erősen kiemelkedő, a levélripacs nagy, patkó alakú, rajta 3 edénynyaláb-végződés látható. A vessző megtörve kellemetlen szagú. A bél nagy és fehér. Valódi csúcsrügye nincs. A levélripacs majdnem körülöleli a kúpos, félig rejtett rügyet, amelynek csak a zöldes vagy ezüstösbarna, szőrözött csúcsa látszik. BARTHA D. (1997.) Váltakozó rügyállású.
Levélkéi 6–12 cm hosszúak, 2,5–5 cm szélesek elliptikusak, ékvállúak és hegyes csúcsúak. Az oldalsó levélkék válluk részaránytalan, a végállóé hosszan nyélre futó. A levélszél ép vagy finoman csipkés, a levéllemez felül fénylő sötétzöld, fonákán világoszöld és gyéren szőrös. A levelek szétdörzsölve aromatikus illatúak. A levélnyél 3–6 cm hosszú, pálhái hiányoznak. BARTHA D. (1997.)
Zöldesfehér poligám virágai végálló sátorozó fürtökben nyílnak. A virágok 4-5 tagúak, a csésze apró, a szirmok szabadok, a csészénél jóval hosszabbak, a párta zöldesfehér, kiterülő. Porzószám 4-5, a porzószálak rövidebbek a szirmoknál, a porzók fogas szélű diszkuszhoz csatlakoznak. A bibe 4-5 karéjú, ülő. A virágok illatosak. BARTHA D. (1997.)
A termések elálló, sátorozó bugákban találhatók. A lependék 2-2,5 cm átmérőjű, kerekded, szárnya pergamenszerű, feltűnően erezett, benne két lapos, fekete magot találhatunk. A mag 6–8 mm hosszú, ferdén megnyúlt tojásdad, kissé összenyomott, gyengén ráncos felületű. Júniusban virágzik, termése októberben érik és tél közepéig a fán marad.
A csíranövény jellemzői; a sziklevél ülő, megnyúlt elliptikus; a lomblevelek szórtak, 3 levélkéjűek, a középső levélke nagyobb az oldalsóknál. BARTHA D. (1997.)

## Életciklusa, életmenete
A napos és az árnyékot egyaránt jól tűri. Főleg a vizek mentén nedves erdőkben terjedt el É-Amerikában, de sikeresen megtelepedett a homokdűnéken is.
Tág ökológiai tűrőképességű faj, a száraz, gyenge termőképességű talajokon egyaránt előfordul. A nedvestől a szárazig, semlegestől az erősen lúgos talajokat egyaránt tűri. 
Tőről és gyökérről egyaránt jól sarjad. Növekedését tekintve a lassú és a közepesen gyors növekedés egyaránt jellemzi.
A betegségek és a kártevők közül nem ismert természetes ellensége. A vadvilág szempontjából a haszna; közepes, mivel csak a gyümölcse ehető a vadak számára. Jól tűri az erőteljes visszametszést is. 1724-től ültetik É-Amerikában erdőszegélyekre, mezővédő erdősávokba ültették.
A Kentucky Megye Természetvédelmi Egyesülete nem sorolja a megőrzendő növények közé.

## Felhasználása
Angol nyelvterületen a Common hoptree elnevezés a leggyakoribb. Elnevezése utal a korábbi felhasználására is; a még éretlen keserű gyümölcseit a sörfőzésnél komló helyettesítésére használták.
A gyökér keserű kérgét, házi orvoslásra, és tonik készítésére is használták.
Szétdörzsölt levele, valamint a hajtása kellemetlen szagú, féreg ellen jó.

## Természetvédelmi jelentősége
A külföldi szakirodalomból nem derült ki, hogy gyorsan terjed-e. Magyar irodalomban csak annyi információt találtam, hogy a parkok, botanikus kertekbe ültetett példányok környezetében kezd terjedni. További információkkal még nem rendelkezem a fajról.